# うらさい
『うらさい』は、原作しろがね杏、作画柚弦による日本の漫画作品。スクウェア・エニックスの『ヤングガンガン』で2008年21号から2010年18号まで連載されていた。

## 登場人物
- 浦 才人（うら さいと）
- 美久原 沙夜（みくはら さよ）
- 穂之村 すみれ（ほのむら-）
- 美咲 明日香（みさき あすか）
- 山本・フロリアーヌ・アレクシア・理子（やまもと-りこ）
- 川原ルミ（かわはら-）
- 小出毬&瑠璃茉莉（こでまり、るりまり）
- 浦 才二郎（うら さいじろう）
- 蓮見 綾音（はすみ あやね）
- 徳永 秀一（とくなが しゅういち）